# BeagleBoard
La BeagleBoard è un computer su singola scheda, progettato per mantenere bassi i costi di vendita e di esercizio, pur offrendo prestazioni e connettività prossime a quelle di un laptop. Infatti, la BeagleBoard si basa su un potente system-on-a-chip prodotto dalla Texas Instruments, l'OMAP3530, che offre prestazioni elevate grazie al potente microprocessore superscalare ARM Cortex-A8 da 600 MHz con coprocessore NEON TM SIMD e alle elevate prestazioni audio/video garantite dal processore di segnale digitale TMS320C64x+ TM da 430 MHz e dall'acceleratore grafico 2D/3D OpenGL ES 2.0, in grado di generare 10 milioni di poligoni al secondo.
Una caratteristica peculiare della BeagleBoard è il carattere open dell'intero progetto: ricca documentazione hardware accessibile a tutti, una comunità open source in forte crescita e ampia possibilità di innovare.

## Componenti della BeagleBoard
- OMAP3530
- Chip DVI (TFP410)
- DVI-D, usa un connettore HDM
- JTAG 14 pin
- Connettore di espansione (I²C, I²S, SPI, MMC/SD), non montato nella Rev B5
- Tasto user, permette di variare l'ordine dei dispositivi con cui effettuare il boot
- Tasto reset
- USB 2.0 EHCI HS, non montato nella Rev B5
- SD/MMC+
- RS-232
- Presa DC, serve ad alimentare la scheda attraverso un adattatore di rete
- USB 2.0 HS OTG
- Ingresso audio (stereo)
- Uscita audio (stereo)
- S-Video